# Wiener akademische Burschenschaft Albia
Die Wiener akademische Burschenschaft Albia ist eine farbentragende und pflichtschlagende Studentenverbindung. Die Burschenschaft ist neben der Prager Burschenschaft Teutonia und der Grazer Akademische Burschenschaft Arminia Mitglied des Schwarz-Rot-Goldenen Kartells, der Deutschen Burschenschaft (DB), der rechtsextremen Burschenschaftlichen Gemeinschaft (BG) und im Wiener Korporationsring (WKR). Darüber hinaus bekennt sich Albia als weiße Burschenschaft nach wie vor zu den Prinzipien des Weißen Kreises.

## Geschichte

### Monarchie

Theodor Herzl (1. v. r.) nach seiner Mensur am 11. Juni 1881

Die Wiener akademische Burschenschaft Albia wurde am 20. November 1870 von vier Mitgliedern einer seit 1862 in Wien bestehenden landsmannschaftlichen Geselligkeitsrunde deutscher Hochschüler aus Böhmisch-Leipa als „Deutscher Studentenverein Lipensia“ gegründet. Am 12. Dezember 1870 wurden die Statuten eingereicht und am 20. Februar 1871 genehmigt. Als Abzeichen wurde, den Stadtfarben Böhmisch-Leipas entsprechend, ein blau-weiß-goldenes Brustband getragen. Ab 1873, als der Werbebezirk auf ganz Nordböhmen ausgedehnt und, auf den „Elbegau“ hinweisend, der Name „deutsch-akademische Verbindung Albia“ angenommen wurde, trug man auch hellblaue Bummler steifen Formats aus Seide. Der Wahlspruch war „treu, frei, deutsch, bieder“ und § 2 der Geschäftsordnung lautete: „Die Verbindung steht auf progressistischem Standpunkt und bezweckt die Hebung des deutschnationalen Bewusstseins, Wahrung und Förderung studentischer Interessen, geistiger Ausbildung, Kollegialität und strammes Auftreten der Mitglieder nach außen.“
Besonders Anton Pergelt setzte sich für ein Schlägerfechten ein und stellte am 24. Juni 1874 erstmals den Antrag, „die Coleur möge sich conservativ erklären“, der keine überzeugende Mehrheit fand. Es folgten verschiedene Korrekturen, die schließlich in dem Willen mündeten, eine „Burschenschaft“ zu gründen. Die Albia fusionierte am 28. Mai 1877 mit der Verbindung „Gothia“ als „Wiener Burschenschaft Gothia“ und nahm sowohl die heute noch gültigen Farben Schwarz-Rot-Gold auf blauem Grund als auch den heute noch gültigen Wahlspruch „Ehre, Freiheit, Vaterland“ an. Aufgrund interner Streitereien traten die meisten Gothen aus, sodass am 3. Februar 1878 die Burschenschaft „Gothia“ wieder den Namen „Albia“ annahm.
Am 5. Oktober 1879 wurde mit der Burschenschaft Teutonia Prag ein Kartell gegründet als „eine Burschenschaft auf zwei Hochschulorten“, d. h. die Mitglieder beider Burschenschaften sind gleichberechtigte Bundesbrüder. Als sich die Wiener Burschenschaften Libertas, Silesia, Teutonia mit der Burschenschaft Bruna zu einem akademischen Delegiertenconvent zusammenschlossen, stellte 1882 Paul von Portheim den Antrag, sich „akademisch“ zu erklären und in „Wiener akademische Burschenschaft Albia“ umzubenennen. Zu dieser Zeit begann Albia, keine jüdischen Mitglieder mehr aufzunehmen und wurde fortan antisemitisch. (Portheim selbst erschoss sich 1883 wegen mangelnden Studienerfolgs, und nicht, wie der Albe Hermann Bahr Jahrzehnte später behauptete, wegen seiner jüdischen Abstammung.)
Am 5. März 1883 fand in den Wiener Sofiensälen der Trauerkommers zu Ehren Richard Wagners statt. Den Kommers, der sich mit über 4.000 Teilnehmern zu einer großdeutschen Kundgebung gestaltete, leitete der Progressarmine Franz Dafert, die Rede hielt Hermann Bahr, der auch Wagners Antisemitismus ansprach. Daraufhin wurden weitere Reden verboten und, als Georg Ritter von Schönerer auf die Bühne geklatscht wurde, die Versammlung gewaltsam geschlossen. Von der Presse zur antisemitischen Veranstaltung aufgebauscht, wurden sowohl Dafert als auch Bahr von der Wiener Universität relegiert. Als der Albe Theodor Herzl vom Inhalt dieser Rede aus Pressemeldungen erfuhr, stellte er ein Austrittsgesuch. Von Seiten der Burschenschaft wurde ihm vorgeworfen, keine Rücksprache gehalten zu haben, weswegen er gestrichen wurde. Hermann Bahr wurde selbst 1893 ehrenvoll entlassen, weil seine Interviewserie über den Antisemitismus in der Deutschen Zeitung die Burschenschaft unter Druck setzte und Bahr sich zum Austritt bereit erklärte. Später war Bahr mit Herzl bis zu dessen Tod befreundet und hielt auch eine Rede bei seinem Begräbnis.
Am 27. Juni 1887 wurde die Burschenschaft Arminia Graz in das „schwarz-rot-goldene Kartell“ aufgenommen, das nun eine Burschenschaft an den drei Hochschulorten Prag, Wien und Graz bildete. 1890 beschlossen die Wehrhaften Vereine in Waidhofen u. a., den Juden jede Genugtuung zu verweigern, Albia und die beiden Kartellschwestern lehnten das „Waidhofener Prinzip“ jedoch ab.
Als die Ferialverbindung Germania in Budweis das Schlägerfechten einführte, paukten sich ihre Aktiven bei Albia ein und gründeten 1912 in Wien die „konservative Verbindung Budweiser Hochschüler Germania“.
Während des Ersten Weltkriegs fielen 14 Bundesbrüder der Albia.

### Zwischenkriegszeit
Im Wintersemester 1918 eröffnete Albia ihren Aktivbetrieb mit der „Bude“ im Lehrerhaus, Langegasse 26. Am Burschentag in Jena vom 4. bis 8. August 1919 erfolgte unter dem Eindruck der Waffenbrüderschaft erstmals der Zusammenschluss der Deutschen Burschenschaft mit der BdO.
Zum festlich begangenen 60. Stiftungsfest 1930 erschien, von Ehrensenior Karl Becke verfasst, das Buch „Wiener akademische Burschenschaft ‚Albia‘ 1870–1930“ und erhielt der Rektor der Wiener Universität Hans Uebersberger „in Anbetracht seiner überragenden Verdienste im Kampfe Deutschlands gegen die Kriegsschuldlüge“ das Ehrenband der Albia.
Als 1932 die Aktivitas der Burschenschaft Vandalia den „Gleichschaltungsschritt“ vollzog und dem NS-Studentenbund beitrat, löste sich deren Altherrenverband auf und wurden 23 ehemalige Vandalen in die Albia aufgenommen, darunter Rudolf Neumayer. Nach der Auflösung der Deutschen Studentenschaft 1933 trennten sich die Burschenschaften in Österreich von der DB, bevor diese am 18. Oktober 1935 in den NSDStB übergeführt wurde, und konstituierten sich erneut als Burschenschaft der Ostmark.
Am 23. November 1935 wurde beim Kartellkonvent anlässlich des 65. Albenstiftungsfestes unter dem Druck der diversen Verbände doch das Waidhofener Prinzip von allen drei Kartellburschenschaften angenommen. Nach dem Anschluss Österreichs an das Deutsche Reich kam es am 8. Juni 1938 zur „Selbstauflösung“ der Korporationen im Großen Konzerthaussaal und die Korporationen wurden in den NS-Studentenbund bzw. den NS-Altherrenbund übernommen. Etliche Korporierte, darunter die Vertreter der 1921 aus der Verbindung Budweiser Hochschüler Germania entstandenen Burschenschaft Marko-Germania, verließen protestierend den Saal, viele blieben der „Feier“ überhaupt fern. Albia musste den Aktivbetrieb einstellen, gab aber ihre Fahne weder an den NS-Studentenbund ab, noch bildete sie eine Kameradschaft.
Trotz Verbots und Krieg wurde am 16. November 1940 das 70. Stiftungsfest in Farben gefeiert. Der Zweite Weltkrieg forderte von Albia und Marko-Germania zusammen 41 Tote.

### Nachkriegszeit

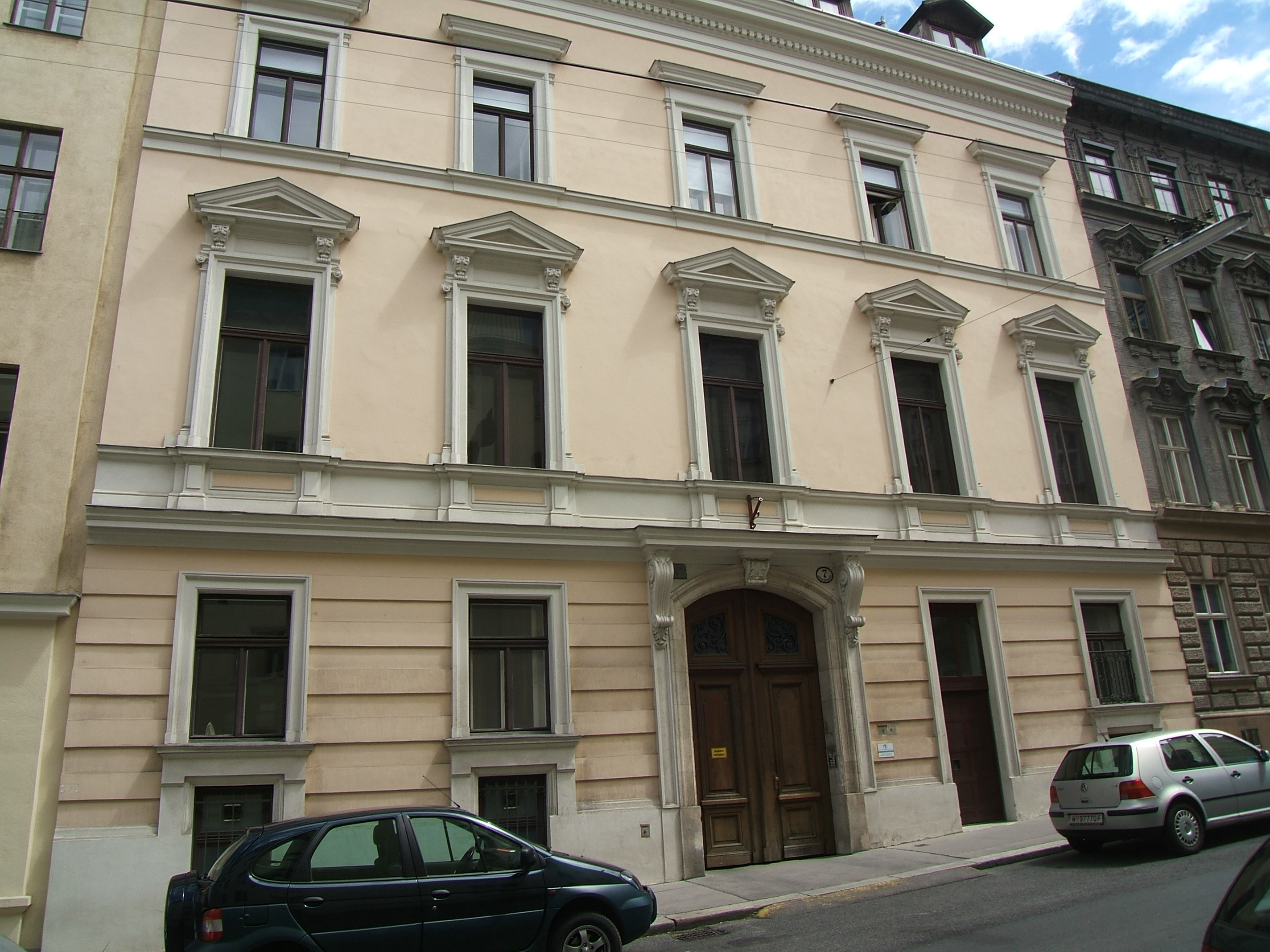
Die Fassade des Palais Apponyi

Am 18. Mai 1948 gründeten Studenten, die die alten farbenstudentischen Gebräuche und Ideale wieder beleben wollten, die „Akademische Reformverbindung Dürnstein“. Getragen wurden blau-gold-rote bzw. von Füchsen blau-gold-blaue Bänder und schwarze weiche Mützen. Bei der Dürnstein-Eröffnungskneipe am 27. Oktober 1950 wurde den Alben Wilfried von Hornberg und Herbert Eggstain das Dürnstein-Band verliehen und nachfolgend immer mehr Alben, bis diese am 14. Juni 1951 übereinkamen, dass die Dürnstein als die junge Albengeneration zu betrachten sei. Als am 4. März 1953 die Namensänderung in „Wiener akademische Burschenschaft Albia“ beschlossen wurde, war der Übergang von Dürnstein zu Albia vollzogen, die traditionellen blauen Couleurs wurden schon seit 1952 getragen.
Da zu viele Mitglieder der Burschenschaft Marko-Germania im Krieg starben, konnte sie nicht wieder eröffnen. Albia war grundsätzlich zur Aufnahme ehemaliger Marko-Germanen bereit und so erhielten zum Stiftungsfest 1952 die ersten 19 von schließlich 63 Marko-Germanen feierlich das Albenband überreicht und wurden die Gefallenen beider Weltkriege posthum aufgenommen.
Am 18. April 1952 wurden regelmäßige und verpflichtende Paukstunden beschlossen und am 21. März 1953 die ersten Nachkriegsmensuren Albias gefochten.
Die Verbindungen Dürnstein, Heimdall (Silesia) und Laetitia (Olympia) waren, unterstützt durch den Akademikerverband, maßgeblich an der Wiedergründung von DC 1950 und WKR 1952 beteiligt, der Albe Dankmar Sorge entwarf z. B. die DC-Satzungen und der Albe Wilhelm Meister machte daraus das erste „Übereinkommen zur Bildung des Wiener DC“. Da es den österreichischen Burschenschaften nicht möglich war, der DB beizutreten, gründeten 1952 am DB-Burschentag in Bingen am Rhein die österreichischen Bünde ad hoc einen eigenen Verband, den „Allgemeinen Delegiertenconvent“ (ADC). Die formelle Gründung erfolgte ein Semester später am ADC-Tag am 3. Jänner 1953 in Wels.
Zu Jahresbeginn 1961 konnte die heutige „Bude“ in Wien 4., das Palais Apponyi, bezogen werden. Das Haus wurde 1880 für den ungarischen Grafen Albert Apponyi von Nagy-Apponyi errichtet, der 1878 bis 1899 als Führer der gemäßigten Opposition im Parlament in Wien war. Von 1899 bis zu seinem Tod 1925 besaß es der k. u. k Hofmaler Heinrich von Angeli und ein weiterer berühmter Maler, Ernst Fuchs, hat in der Mansarde seine Jugend und Studienzeit verbracht.
Nachdem der DB-Burschentag 1961 in Nürnberg ein Aufgehen der aus dem ADC entstanden Deutschen Burschenschaft in Österreich DBÖ in die DB abgelehnt hatte, entstand am 15. Juli darauf auf dem damaligen Haus der Münchner Burschenschaft Danubia die „Burschenschaftliche Gemeinschaft“ BG von 42 Burschenschaften beider Verbände mit dem Ziel, diese zu vereinen.

### 1970–2000
In 1970 feierte die Albia ihr 100. Stiftungsfest.
Des Weiteren hatte sie im Semester 1970/71 den DBÖ-Vorsitz inne. Die Obmänner Hellfried Heikenwälder, Erich Heidler und Sepp Seeberger bereiteten in einer regen Reisetätigkeit in die Bundesrepublik die Vereinigung der beiden Dachverbände vor, die durch Verzicht auf die Pflichtmensur möglich wurde. Am Burschentag der DB vom 6. bis 8. Oktober 1971 wurde mit genau der benötigten ¾-Mehrheit den österreichischen Bünden der Beitritt in die DB ermöglicht. Dieser erfolgte von Albia im darauffolgenden Semester.
Bereits 1958 hatte der Burschentag der DB festgestellt: „Die Verbrechen, die das Dritte Reich an den Juden begangen hat, verpflichten jeden Deutschen, alles in seinen Kräften stehende zu tun, um zur Verständigung unter den Völkern beizutragen. Die Deutsche Burschenschaft bekräftigt daher ihren Willen, auch in Zukunft antisemitischen Tendenzen, wo immer sie auftreten, energisch entgegenzutreten.“ Spätestens mit dem Beitritt Albias zur DB war damit das schon seit dem Ende des Zweiten Weltkrieges überholte, 1935 aufgedrängte, Waidhofener Prinzip obsolet.
Von 1979 bis 1985 war die Albia aufgrund von Personalmangels vertagt.

### Seit 2000
Die Albia übernahm im Geschäftsjahr 2001/02 den Vorsitz in der Deutschen Burschenschaft anstelle der gewählten Prager Burschenschaft Teutonia (damals zu Regensburg).

## Kritik
Im Juni 1977 wurde Albia „wegen Wiederbetätigung“ angezeigt, weil an der Fassade des Hauses ein Transparent mit der Aufschrift „17. Juni, Tag der deutschen Einheit“ angebracht war. Man machte telefonisch geltend, dass der 17. Juni des Volksaufstandes in der DDR 1953 gedenke und deshalb im damaligen Westdeutschland ein Feiertag sei. Die Anzeige wurde daraufhin nicht weiter verfolgt. Auch die Strafverfügung konnte der Sprecher mit einem schriftlichen Einspruch abwenden.
Im Mai 2023 wurde wegen einer Anzeige, dass Nazi-Uniformen getragen würden, sowie Büchern mit Hakenkreuzen auf dem Einband und mutmaßlich verbotenen Texten eine Hausdurchsuchung bei der Albia durchgeführt. Im Oktober 2023 wurde das Verfahren gegen Udo Guggenbichler wegen des Verdachts auf mögliche NS-Wiederbetätigung von der Staatsanwaltschaft eingestellt.

## Bekannte Mitglieder
- Hermann Bahr (1863–1934; Austritt), Schriftsteller, Dramatiker sowie Theater- und Literaturkritiker
- Anton Christoph (1867–1924), Politiker (DF, GDVP) und Salzburger Landesrat
- Friedrich Ignaz von Emperger (1862–1942), Bauingenieur und Hochschulprofessor an der TU Wien
- Hellmut Geringer (1912–1989), Politiker (VdU, FPÖ) und Abgeordneter im Kärntner Landtag
- Udo Guggenbichler (* 1974), Politiker (FPÖ), Landtagsabgeordneter
- Carl Haidn (1903–1998), Jurist und Oberbürgermeister von Düsseldorf
- Theodor Herzl (1860–1904; Austritt[16]), Schriftsteller, Publizist und Journalist; Begründer des modernen politischen Zionismus
- Gerhard Kaniak (* 1979), Apotheker, Politiker (FPÖ)
- Hubert Keyl (* 1977), Politiker (FPÖ), ausgeschlossen
- Julius Kratter (1848–1926), Hochschulprofessor für Rechtsmedizin und Rektor der Grazer Universität
- Rudolf Neumayer (1887–1977), Finanzfachmann, Finanzminister der Regierungen Schuschnigg und Seyß-Inquart
- Anton Pergelt (1853–1910), Jurist und Politiker, Mitglied im Reichsrat und im Böhmischen Landtag
- Paul von Portheim (1858–1883), österreichischer Dichter und Vertoner
- Richard Riedl (1865–1944), Wirtschaftspolitiker, Gesandter der Ersten Republik Österreich in der Weimarer Republik
- Hans Schmidkunz (1863–1934), Philosoph, Psychologe und Hochschulpädagoge
- Franz Staerk (1859–1926), Vizebürgermeister von Graz und Architekt
- Karl Zörkendörfer (1864–1945), Hochschulprofessor für Medizin an der Universität in Prag und Leiter des balneologischen Instituts in Marienbad

Ehrenmitglieder waren unter anderen Hans Uebersberger, Gustav Jonak, Raphael Pacher und Josef Titta.